# Макушина
Маку́шина (рос. Макушина) — присілок у складі Байкаловського району Свердловської області. Входить до складу Баженовського сільського поселення.
Населення — 203 особи (2010, 291 у 2002).
Національний склад населення станом на 2002 рік: росіяни — 99 %.